# Rafer Weigel
Rafer Brian Weigel (Evanston, Illinois, 5 de Maio de 1969) é um ator estadunidense, cujo primeiro trabalho na televisão se deu em um episódio de Party of Five, porém, sua pequena participação foi cortada na edição do programa. Ele se tornou um membro regular da série Jenny, o que não lhe garantiu sucesso, pois o programa não conseguiu sobreviver por muito tempo. Em 1998, ele veio a participar do cult Free Enterprise ao lado dos famosos William Shatner e Eric McCormack.

## Filmografia

### Televisão
- 2005 Zoey 101 como Jake Savage
- 2000 Charmed como Ethan
- 2000 Zoe, Duncan, Jack & Jane como Scott Lambert
- 1999 Vengeance Unlimited como Ben Newton
- 1997 Jenny como Max
- 1997 Boston Common como Drake
- 1996 JAG como Cooch

### Cinema
- 2001 I Am Sam como Bruce
- 2001 Moose Mating como Lonnie
- 1998 Free Enterprise como Robert